# Винтон (Ајова)
Винтон (енгл. Vinton) град је у америчкој савезној држави Ајова. По попису становништва из 2010. у њему је живело 5.257 становника.

## Демографија
Према попису становништва из 2010. у граду је живело 5.257 становника, што је 155 (3,0%) становника више него 2000. године.
| Група             | 2000.         | 2010.         |
| Белци             | 4.983 (97,7%) | 5.111 (97,2%) |
| Афроамериканци    | 13 (0,3%)     | 16 (0,3%)     |
| Азијати           | 14 (0,3%)     | 16 (0,3%)     |
| Хиспаноамериканци | 48 (0,9%)     | 51 (1,0%)     |
| Укупно            | 5.102         | 5.257         |